# (400246) 2007 PN23
(400246) 2007 PN23 es un asteroide perteneciente al cinturón de asteroides, descubierto el 12 de agosto de 2007 por el equipo del Lincoln Near-Earth Asteroid Research desde el Laboratorio Lincoln, Socorro, Nuevo México.

## Designación y nombre
Designado provisionalmente como 2007 PN23.

## Características orbitales
2007 PN23 está situado a una distancia media del Sol de 2,418 ua, pudiendo alejarse hasta 3,146 ua y acercarse hasta 1,689 ua. Su excentricidad es 0,301 y la inclinación orbital 9,535 grados. Emplea 1373,68 días en completar una órbita alrededor del Sol.

## Características físicas
La magnitud absoluta de 2007 PN23 es 17,2.